# 법성포초등학교 안마분교
법성포초등학교 안마분교는 대한민국 전라남도 영광군에 있는 공립 초등학교이다.

## 학교 연혁
- 1943년 6월 10일: 안마공립국민학교로 개교
- 1948년 6월 10일: 안마국민학교 승격
- 1993년 9월 1일: 법성포초등학교안마분교로 통폐합
- 2014년 3월 1일: 휴교
- 2025년 2월 28일: 77년만에 폐교

## 참고 자료
- 법성포초등학교안마분교장 - 한국교육학술정보원 학교알리미